# Antonio Brognoli
Antonio Brognoli (Brescia, 21 dicembre 1723 – Brescia, 15 febbraio 1807) è stato un poeta e storico italiano, attivo nella vita politica e culturale bresciana.

## Biografia
Antonio Brognoli compì i propri studi presso i gesuiti, inizialmente a Brescia, sua città natale, in seguito a Milano, dove approfondì la filosofia, e in ultimo a Parma, dove seguì le lezioni di giurisprudenza e matematica di Jacopo Belgrado.
Nel 1741 si stabilì definitivamente a Brescia e nel 1748 sposò la nobile Lucrezia Lupatini, dalla quale ebbe i figli Giuseppe e Paolo, che in seguito avrebbero seguito le orme del padre come eruditi e autori. A Brescia egli sviluppò il proprio interesse per la poesia e ottenne responsabilità pubbliche di rilievo, divenendo in pochi anni una figura di spicco nella vita culturale e mondana della città, specialmente come poeta.
Per tutta la vita continuò a dedicarsi alla poesia e alla vita istituzionale, ottenendo incarichi come la presidenza dell'Accademia di scienze e arti e della biblioteca Queriniana e la reggenza dell'Accademia degli Erranti.

## Opere
- (LA) Hydrostaticae disciplinae propositiones, Parma, Giuseppe Rosati, 1742.
- La lode, a sua eccellenza il signor cavaliere Pier Andrea Capello, Brescia, Pietro Pianta, 1760.
- Il pregiudizio. Canti dodici, vol. 1, Venezia, Colombiani, 1766.
- Il pregiudizio. Canti dodici, vol. 2, Venezia, Colombiani, 1766.
- Elogj di bresciani per dottrina eccellenti del secolo XVIII, Brescia, Pietro Vescovi, 1785.